# 마이클 허스트 (1957년)
마이클 허스트(Michael Hurst, 1957년 9월 20일 ~ )는 뉴질랜드의 배우이다.

## 출연 작품
- 스파르타쿠스 2 : 복수의 시작 (2012)
- 스파르타쿠스 1 : 블러드 앤 샌드 (2010)
- 비치 슬랩 (2009)
- 위어 히어 투 헬프 (2007)
- 타투이스트 (2007)
- 보물섬 키드 3 (2006)
- 보물섬 키드 2 (2006)
- 헤라클레스와 제나 (1998)
- 스콜피온 퀸 (1995)
- 헤라클레스 (1994)
- 데스퍼레이트 레미디스 (1993)
- 인간 게놈 (1993)
- 쇼틀랜드 스트리트 (1992)